# Backmasking
Backmasking, popularmente conhecido como mensagem ao contrário, cuja tradução literal seria "mascaramento detrás" (ou, idiomaticamente, "mascaramento reverso"), é uma técnica sonora a qual, antes da era digital, os sons eram gravados normalmente enquanto a fita a ser gravada (i.e somente as específicas faixas gravadas para este efeito, em um gravador de multi-canais) corria ao contrário na direção (normal) da "cabeça" do gravador, sendo fisicamente editada, depois, para ser unida (cortada e colada) e tocada normalmente ao contrário, junto as outras faixas da música que correm na direção normal. Com gravadores modernos, digitais, o processo é facilitado, sem precisar cortar e colar a fita junto a outras. Tudo é feito digitalmente. O backmasking é um processo premeditado, sendo assim, causa de muitas controvérsias, especialmente relacionadas com supostas mensagens subliminares em diversas músicas e outras mídias sonoras. Na música erudita este processo é equivalente a colagem musical" também usado em musique concrete.

## Princípio
A prática de manipular músicas gravadas, começou nos finais da década de 1950 com a chegada da música concreta. Esta forma vanguardista da música eletrônica, consistia na edição conjunta de fragmentos sonoros naturais e mecânicos.
Os Beatles, que incorporaram as técnicas da música concreta dentro das gravações, foram os responsáveis pela popularização do conceito de backmasking. John Lennon experimentou executar ao contrário o acetato de "Tomorrow Never Knows", canção do álbum Revolver. O som da canção sendo tocada ao contrário lhe agradou e ele compartilhou os resultados com os companheiros de banda no dia seguinte. Depois escreveu a música "Rain", com a intenção de que a música fosse gravada completamente ao contrário; por George Martin o qual se negou a gravar da forma proposta e somente o verso final, foi gravado ao contrário.

## Supostas Backmaskings

### Mensagens Ocultas

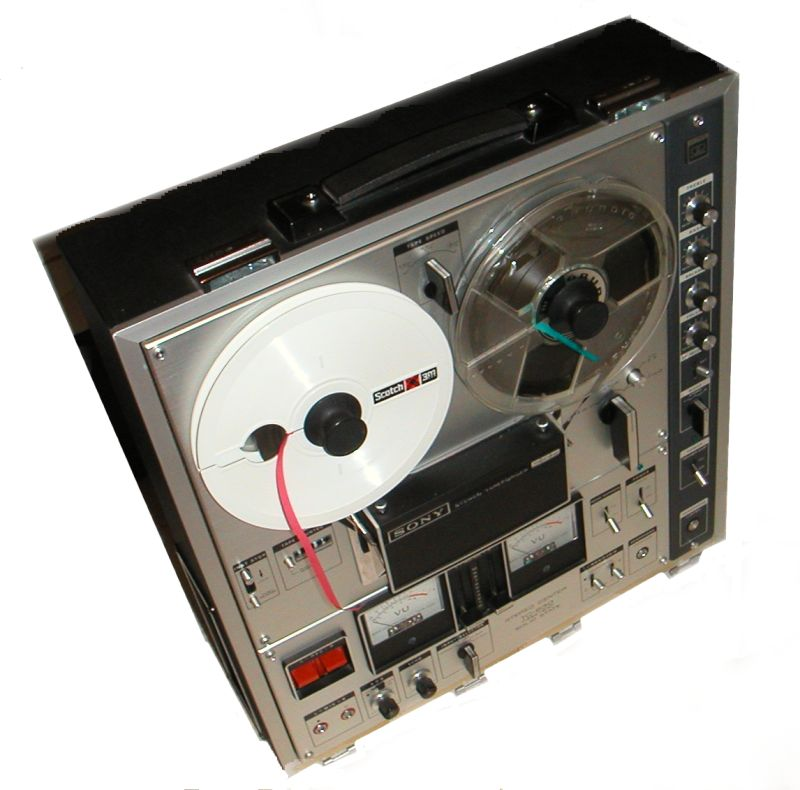
O gravador de multi-canais permitiu a gravação da mensagem ao contrário no estúdio de gravação

No outono de 1969, o disc jockey Russell Gibb, recebeu um telefonema anônimo, em que a pessoa do outro lado da linha lhe dissera que Paul McCartney estava morto. havia sido morto, segundo o mesmo a reprodução de certas gravações do grupo Beatles ao contrário revelavam certas mensagens ocultas. Um Lp em particular, Álbum Branco inclui algumas destas mensagens. Ao final da canção "I'm So Tired", se escuta um murmúrio intencional que, supostamente, ao contrário, está a dizer: "Paul is dead man, miss him, miss him..."  (Paul está morto, cara; sinta falta dele, sinta falta dele...) Assim mesmo, a repetição de palavras "Number nine, number nine, number nine..." (número nove, número nove...) que aparecem na canção "Revolution 9", ao contrário se tornam "turn me on dead man, turn me on dead man..." (excite-me, homem morto; excite-me, homem morto...), mantras em que a gerigonça da mita do disco Sgt. Pepper, supostamente diz "We will fuck you like supermen" (Lhe foderemos como super-homens).
Outro exemplo famoso de backmasking, é o da canção "Stairway to Heaven" da banda Led Zeppelin. Em uma parte da canção é executada a inversa, e se escuta "Here's to my sweet Satan" (Brindaremos ao meu doce Satã). Pelo Swan Song Records (a gravadora do grupo), declarou: "Nossos discos só tocam em uma direção...".O vocalista Robert Plant, negou as acusações em uma entrevista: "Para mim é muito triste, porque 'Stairway To Heaven' foi escrita com a melhor intenção e colocar ao contrário as fitas e meter mensagens ao final, não é minha forma de fazer música.".
Em contraponto, há quem fala da invalidade do backmasking, argumentando que uma série de sílabas aleatórias pronunciadas em diversos acentos, podem ser placidamente interpretadas como qualquer coisa.
Em 1985, os psicólogos John R. Vokey e J. Don Read, levaram a cabo um estúdio usando o salmo XXIII da Bíblia, na canção "Another One Bites the Dust" de Queen e vários outros sons adaptados para o experimento. Vokey e Read concluíram: "não podemos encontrar efeito significativo nalgumas das mensagens invertidas sobre o comportamento dos ouvintes, consciente ou inconscientemente".

### Persuasão Subliminar
Gary Greenwald, um pregador cristão fundamentalista, afirmava que as mensagens escondidas podem ser escutadas subliminarmente, podendo induzir os ouvintes ao sexo e uso de drogas.
Depois do pavor às mensagens subliminares na década de 50, quando se popularizou o concreto, muitos negócios haviam surgido pretendendo comercializar áudio subliminar benéfico. Estas lojas ofereciam fitas subliminares que supostamente melhoravam a saúde do ouvinte. Porem não existem evidência da efetividade terapêutica destes tipos de gravações.
Em 1985, a banda britânica de heavy metal Judas Priest, foi denunciada devido a um ataque suicida cometido por estudantes no estado de Nevada, Estados Unidos. Um deles sobreviveu, afirmando à seus pais, que o álbum Stained Class, de 1978, continha mensagens ocultas. As palavras "Do it" (Faça-o) eram supostamente audíveis quando a gravação da faixa "Better By You, Better Than Me" era examinada ao contrário e as letras do material gráfico (S U I) presumivelmente denotavam "suicídio". O caso foi arquivado depois que se apresentaram evidências de que os jovens haviam crescido em um ambiente "violento e depressivo" e depois a agrupação demonstrou que outras absurdas mensagens ao contrário podiam falar-se sem se usar suficiente imaginação; como o próprio Rob Halford argumentara: "Bem... fazer o quê? Cortar a grama? Tomar uma xícara de chá?". O juiz afirmou que "a investigação científica apresentada não estabelece que o estímulo subliminar, algum se percebe, pode precipitar a uma conduta desta magnitude. Existem outros fatores que explicam esse tipo de comportamento, independentemente do estímulo subliminar." Os membros de Judas Priest também comentaram que eles mesmos quiseram inserir ordens subliminares em sua música, mas com um diferente teor, como "Buy more of our records" (Compre mais discos nossos).

## Backmaskingintencional
Muitos músicos já gravaram deliberadamente mensagens subliminares em suas canções. Seus propósitos haviam sido iludir a censura, introduzindo declarações artísticas ou sociais, a divertirem-se à custa das críticas. Alguns grupos, efetivamente, haviam falado em favor do satanismo ou da violência usando backmasking. A diferença das supostas mensagens havia atrás involuntários, os quais resultam em reproduzir ao contrário as canções, as mensagens premeditadas aparecem como um ruído inteligente quando se escuta na direção habitual.

### Primeirosbackmaskings

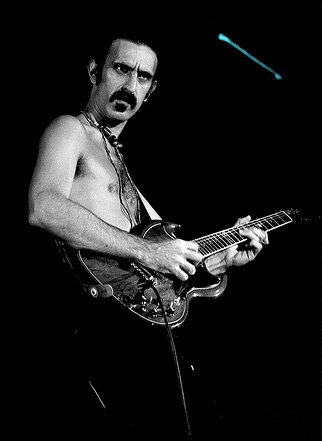
Frank Zappa, foi um dos primeiros astros de Rock que usou o backmasking.

O backmasking foi usado por Frank Zappa em seus primeiros álbuns para enganar a censura. O disco We're Only in It for the Money (1968), contém a seguinte mensagem oculta ao final do lado A: "Better look around before you say you don't care/Shut your f***ing [censurado no original] mouth 'bout the length of my hair/how would you survive/if you were alive/shitty little person?" (Melhor olhar ao redor antes de dizer que não se importa/Cala a m**da da tua boca sobre o comprimento do meu cabelo/como sobrevivera/se tu estivesse vivo/insignificante pessoa de m**da?). Esta profanada canção "Mother People", não foi permitida pelo editor musical, assim que Zappa editou o verso (assim como também a palavra "fucking", ironicamente).

### Mensagens violentas e diabólicas
Grande parte da controvérsia sobre o backmasking é resultado das mensagens satânicas em músicas do heavy metal.
O álbum Hell Awaits de Slayer é um proeminente exemplo de mensagens satânicas ocultas. O disco inicia com uma voz demoníaca que quando é invertida diz "Join Us" (Una-se a nos), uma e outra vez a incrementos de volume.  A canção "Dinner at Deviants Palace" de Cradle of Filth, consiste caso completamente de sons ambientes e uma leitura ao contrario do pai nosso (o ser capaz de dizer o pai nosso ao contrário, era percebido na Idade Média como um Herege). Outro exemplo menos conhecido é o álbum de The Turn of a Friendly Card de Alan Parsons Project: no fim final da primeira faixa "May be a price to pay", há uma mensagem escondida no verso "something's been going on, there may be a price to pay" (Algo esta sendo continuado, deve ter um preço a pagar). Em reverso, a mensagem oculta em espanhol diz: "Escucha baby al Demonio, es bien fácil" ("Escuta baby ao Demônio, é bem fácil").
Algumas das polêmicas tratam de canções que não são necessariamente satânicas, e sim anticristãs. O álbum Transilvanian Hunger da banda de Black metal Darkthrone, contém uma mensagem ao contrário que diz "In the name of God, let the churches burn" (Em nome de Deus, deixe igrejas a queimar).
A música "Mysterium Iniquitatis" do grupo Christian Death, está quase completamente ao contrario ao ser invertida, expressa crenças anti-religiosas.
Finalmente, alguns backmasking são controversos por seus temas violentos. Em Born Dead, um álbum de 1994 da banda Body Count, há uma mensagem invertida na canção "Killing Floor": "Body Count, motherfucker. Burn in hell!" (Número de mortos, filho da puta. Queime no inferno). O grupo finandês Turmion Kätilöt, em sua EP Niuva 20, insere deliberadamente uma mensagem inversa com "voz robótica" na metade da segunda canção, "Kirosana" ("profanação"), que diz "Raiskatkaamme tämä helvetillinen maanpäällinen taivas. Siinä sinulle elämän tarkoitus" (mais ou menos traduzido como "Devemos violar este paraíso infernal na terra. Ali está teu significado de vida").

### Usos políticos e sociais
As mensagens camufladas foram usadas como manifestações. No álbum Amused to Death de Roger Waters, o ex-vocalista do Pink Floyd gravou uma mensagem ao contrario onde criticava o filme "2001: Uma Odisséia no Espaço" (2001: A Space Odyssey) do diretor Stanley Kubrick, que havía recusado que Waters usara um som do filme. Está publicado sobre a terceira faixa, "Perfect Sense Part 1", "Julia, however, in light and visions of the issues of Stanley, we have changed our minds. We have decided to include a backward message, Stanley, for you and all the other book burners" (Julia, de qualquer jeito, em critério e vista dos assuntos de Stanley, temos mudado nossas mentalidades. Temos decidido incluir uma mensagem oculta, Stanley, para ti e os demais arruinadores de livros).
No épico The Wall de Pink Floyd, há uma mensagem intencional na metade da canção "Empty Spaces": "Hello, hunters...congratulations. You've just discovered the secret message. Please send your answer to Old Pink, care of the funny farm, Chalfont...Roger! Carolyn's on the phone! Okay" (Olá, caçadores...Parabéns. Você descobriu a mensagem secreta. Por favor envíe sua resposta ao "Velho Pink", com destino à fazenda engraçada, Chalfont...Roger! Carolyn está no telefone. ok). Se acredita que esta mensagem oculta é uma referência cômica ao anterior vocalista Syd Barrett. Roger Waters alegra-se por haver encontrado esta mensagem e brinca sobre a possibilidade de mandar sua resposta a Syd (o 'Velho Pink'), que vive em algum lugar de Chalfont (o 'manicómio' de Chalfont). Antes de que poderá dizer a frase inteira, é interrompido por alguém que diz que Carolyn (a esposa de Waters) está no telefone.
Muitas mensagens invertidas são paródias às custas do ouvinte que se preocupa, perdendo tempo, ouvindo tais gravações. Por outro lado, alguns músicos de Rock Cristão nos anos 80, incluíram deliberadamente backmasking com mensagens evangélicas  O grupo cristão Petra, em sua canção "Judas Kiss" (Beijo de Judas) introduziram a mensagem "What are you looking for the devil, when you ought to be looking for the Lord?" (Por qué procura o demônio, quando deve estar em busca do Senhor?). Outro músico cristão, Randy Stonehill, incluiu a mensagem camuflada "He shall reign forever" (Ele Reinará para Sempre), em sua canção "Rainbow". O grupo cristão de heavy metal Stryken (não confundir com o Stryper), pôs uma etiqueta preventiva em seu álbum para advertir aos que escutam o disco sobre numerosas mensagens ocultas, incitando ao ouvinte a aceitar Jesus Cristo como seu salvador.

Depois da banda de ter sido acusada de incluir mensagens satânicas ao contrário em seu disco, Styx incluiu uma mensagem ao contráro no álbum: Kilroy Was Here: Annuit Cœptis, Novus Ordo Seclorum.

Em 1981, a banda Styx foi acusada de por uma mensagem ao contrário, que segundo a versão "Satan move through our voices" (Satanás se Move por Nossas Vozes) ou "Satan moves the horses" (Satanás Move os Cavalos), na canção "Snowblind", do disco Paradise Theatre. Este incitou a banda a criar o conceito do álbum Kilroy Was Here, a qual trata de um grupo imaginário chamado "Majority for Musical Morality" (maioridade pela moralidade musical), que declara ilegal a música rock. Um adesivo na capa do disco contém a mensagem, "By order of the Majority for Musical Morality, this album contains secret backward messages" (Por ordem da Maioridade pela Moralidade Musical, este álbum contém mensagens secretas). Uma canção, "Heavy Metal Poisoning", em efeito contém uma backmasking em idioma latim "Annuit Cœptis, Novus Ordo Seclorum" (Deus tem aprovado nossas missões; uma nova ordem dos séculos)– parte detrás do Grande Selo dos Estados Unidos da América, qual rodeia a pirâmide que está na parte de trás da nota de um dólar.
A banda Mindless Self Indulgence, cujo disco Frankenstein Girls Will Seem Strangely Sexy, contém uma canção chamada Backmask (warning!) que inclusive a letra [em reprodução normal] "Play that record backwards/ Here's a message yo for the suckas/ Play that record backwards/ And go fuck yourself." (Toque esse disco ao contrário/ Aqui há uma mensagem para os bobos/ Toque esse disco ao contrario/ E vá se foder). Quando se volta, se pode ouvir claramente "Clean your room/ Do your homework/ Don't stay out too late/ Eat your vegetables/ Put away your toys/ Don't sit too close to the TV/ Get dressed for church" (Limpe seu quarto/ Faça seu dever/ Não chege tarde/ Coma seus vegetais/ Guarde seus brinquedos/ Não te sente muito perto da TV/ Vista-se para a igreja). Uma famosa mensagem ao contrario vem na introdução de uma peça instrumental da Electric Light Orchestra chamada 'Fire on High', onde uma misteriosa voz profunda, em reverso diz "The music is reversible, but time is not, turn back! Turn back! Turn back!" (A música é reversível, mas o tempo não é, rode devolta!, rode devolta!, rode devolta!); ao parecer Jeff Lynne molesto pela histeria de backmasking, havia sido acusado depois de falsos argumentos satânicos contra a canção do 'Eldorado' por fundamentalistas cristãos que alegaram até o Congresso dos Estados Unidos da América, foi o que incitou a que respondera com o disco Secret Messages em 1983. Outra mensagem satírica foi o que gravou Ozzy Osbourne em seu álbum No Rest for the Wicked. O título "Bloodbath in Paradise," quando se toca ao contrário, contém "Your mother sells whelks in Hull" (Sua mãe vende mariscos no barco), aparentemente uma paródia do filme O Exorcista, a qual a menina possuída grita "Your mother sucks cocks in hell" (sua mãe chupa paus no inferno). A mensagem parece estar relacionada com um episódio anterior contra Ozzy, sobre as supostas mensagens subliminares em seu disco Blizzard of Ozz.
Duas canções de "Weird Al" Yankovic, empregam backmasking intencional; só uma delas tem uma referência particular demoníaca. Em "Nature Trail to Hell", do álbum "Weird Al" Yankovic in 3-D, Ao expor que "Satan eats Cheez Whiz" (Satan come Cheez Whiz), uma referência às supostas mensagens de "Stairway to Heaven". Mais tarde, em "I Remember Larry" do disco Bad Hair Day, ligeiramente reprende o ouvinte, comentando, "Wow, you must have an awful lot of free time on your hands" (Uau, você deve ter um espantoso tempo livre em suas mãos). O álbum The Amazing Jeckel Brothers lançado por Insane Clown Posse em 2000, contém backmasking intencional. A canção "Everybody Rise" inclui uma galimatías ao final da faixa, que ao ser executada ao contrário, revela que é o mesmo Violent J dizendo "If you flipped this message, cuz you think there's some secret message, there ain't shit!" (Se você havia voltado esta mensagem, é porque pensa que há alguma mensagem secreta, não há tal merda!).
Em um episódio de Os Simpsons, Bart Simpson, Milhouse, Nelson e Ralph formaram uma banda. Seus vídeos musicais estavam compostos por imagens militares e um grupo de bailarinas árabes, que recitavam a frase: "Yvan Eht Nioj." Lisa descobriu que a locução dizia ao reverso "Join the Navy" (Una-se à Marinha) que inconscientemente ajudava a marinha a recrutar novos membros. Em outro episódio, o cantor Paul McCartney diz a Lisa Simpson (que havia se tornado vegetariana) que tocando sua canção "Maybe I'm Amazed" ao reverso, descobriria uma receita para uma sopa de letras "formidable". Mais tarde no mesmo episódio, dita canção é tocada durante os créditos, sobre a qual uma mensagem inversa é executada, incluindo a frase, "Oh, by the way, I'm still alive" (Oh, a propósito, eu estou vivo).
O filme Beavis and Butt-Head Do America (Beavis e Butt-Head Chegam dos Estados Unidos), tem uma cena onde Beavis e Butt-Head ficam doidos, ouvem-se vozes de fundo. A banda sonora, ao contrário, tem uma parte onde os personagens dizem frases como "Everybody go to college, study hard, study hard" (Todos vão todos ao colégio, estudem, estudem).
No filme de Adam Sandler Little Nicky, um personagem tenta demonstrar que há uma mensagem satânica oculta no álbum de Ozzy Osbourne. Neste ponto, o personagem principal (um dos filhos do demônio, caracterizado por Sandler) diz que Ozzy foi sempre honesto com suas mensagens sobre o diabo. Em seguida disto, reproduz-se um disco da banda Chicago e revela que claramente diz ao revés: "I command you in the name of Lucifer to spread the sin of hatred across the world" (Te ordeno em nome de Lúcifer espalhar o pecado do ódio por todo o mundo). Em algumas versões a mensagem é "I command you in the name of Lucifer, to spread the blood of the innocents" (Te ordeno em nome de Lucifer espalhar o sangre dos inocentes).
O episódio de Red Dwarf chamado "Backwards", contém muitos exemplos de locução ao reverso, a maioria dos quais coincidem com os subtítulos explicando-os, com notórias exceções.

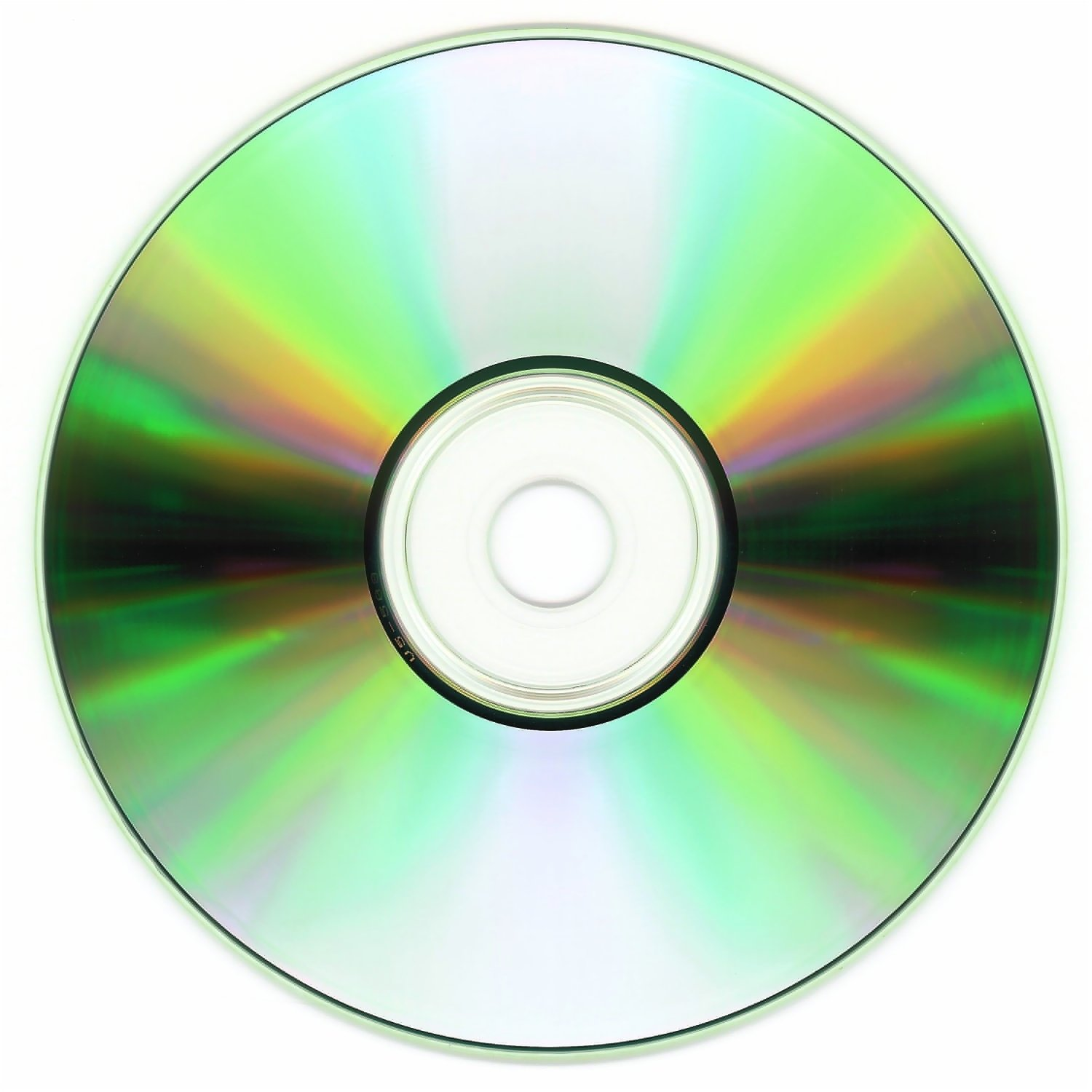
Com o compact disc é muito difícil achar mensagens ao contrário, causando o interesse em backmasking a cair.

A mudança para audio digital fez com que gravações de mensagens ao contrário seja muito fácil e mais rápido

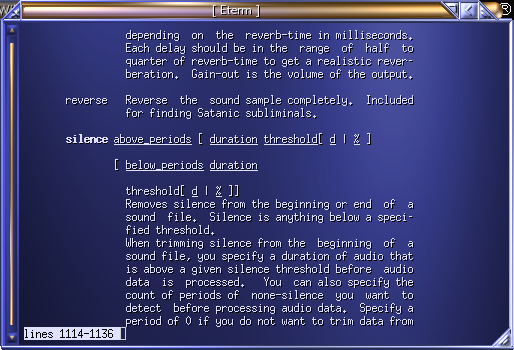
O manual do programa de som popular, SoX, satiriza mensagens sublimes. A descrição da opção reverta diz: "inclua achar mensagens subliminais satânicas"

### Backmasking artístico
O backmasking havia sido também usado artisticamente. Em porções instrumentais do título "Starálfur," da banda Sigur Rós, tem sons similares ocultos. Korn usou backmasking em seu interlúdio "Am I Going Crazy" do quarto álbum Issues. É uma pequena peça de menos de um minuto de duração, sem a distorção de guitarras o tamborilho duro típico da banda. Quando é escutada ao reverso/inverso, a canção soa quase igual, exceto que as palavras "It's the same thing" (É a mesma coisa) se envolvem audíveis.
Ao que não é realmente backmasking, parte da canção "Move On" de David Bowie, ao ser reproduzido ao contrário, é outra das suas canções antigas chamada "All The Young Dudes". Bowie afirmou que: "Estive tocando umas velhas fitas minhas em um Revox e acidentalmente coloquei uma ao contrario e achei que era harmonioso. Sem escutar como ela era originalmente, a gravamos nota por nota em sentido invertido",
Os Stone Roses criaram a canção "Don't Stop" do álbum homônimo, reproduzindo a demo de outra canção, "Waterfall", ao contrário e depois aderiram letras que eles pensavam que se enquadrava com o som da faixa. No quarto disco de Enigma, The Screen Behind the Mirror, a canção "Camera Obscura" contém seções de cantados em reverso da própria de Andru Donalds "Modern Crusaders". Havia no final de "Camera Obscura", um padrão simétrico surge no ponto culminante, como se invertida dentro da cumulação do mesmo clímax, criando uma atmosfera caótica.
"Announcement Service Public" de Linkin Park, tem uma gravação inversa do vocalista Chester Bennington gritando "You should brush your teeth and you should wash your hands!" (Você deveria lavar os dentes e lavar suas mãos).  A canção "P5hng Me A*wy" do álbum Reanimation, também tem uma parte com backmasking que consiste de um dos versos da canção.‎
Prince usou backmasking em seu álbum Purple Rain ao final da canção "Darling Nikki". Uma parte diz "Hello, how are you? I'm fine because I know that the lord is coming soon, coming, coming soon. Ha ha ha ha ha" (Oi, Como esta? Eu vou bem porque eu sei que o Senhor voltará, voltará, voltará aqui. Ha ha ha ha ha).

### O Backmasking como censura
O backmasking é frequentemente usado para censurar palavras e frases consideradas como inapropriadas para a rádio e apresentações dos discos. Esta prática é comumente aplicada na música rap. Um exemplo particularmente comum é a palavra "shit" (merda), sendo mascarada para soar como "ish". Como resultado, "ish" se há volta um eufemismo para "shit". Um exemplo de backmasking usado como censura está presente no álbum, "Better Dayz" de 2pac, onde todas as blasfêmias, referências à droga, violência e algum dos nomes de certos rappers são "maquiados".